# Maurice Cheeks
Maurice Edward Cheeks (ur. 8 września 1956 w Chicago) – amerykański koszykarz i trener koszykarski, który grał na pozycji rozgrywającego, obecnie asystent trenera Chicago Bulls.
Cheeks został wybrany jako 36. w drugiej rundzie draftu w 1976 przez Philadelphia 76ers, trzykrotnie pomógł swojej drużynie w dojściu do Finałów NBA w latach 1980, 1982 i 1983, kiedy to Sixers zdobyli mistrzostwo. 
Jego następnymi klubami były San Antonio Spurs (1989/1990), New York Knicks (1990/1991), Atlanta Hawks (1991–1992) oraz New Jersey Nets (1992–1993), gdzie zakończył karierę koszykarza. 
Cheeks słynął z gry zespołowej oraz umiejętności obronnych. W wyniku tego 4 razy był wybierany do składu defensywnego ligi. Czterokrotnie wystąpił w maczu gwiazd NBA.
W ciągu całej swojej kariery zdobył 12 195 punktów i 7 392 asyst.
Później Cheeks zaczął swoją karierę trenerską. W latach 2001–2005 prowadził drużynę Portland Trail Blazers. W 2005 zmienił klub na Philadelphia 76ers. 13 grudnia 2008 zwolniono go po zaledwie 23 spotkaniach sezonu zasadniczego z powodu uzyskania ujemnego bilansu 9–14. Jego miejsce zajął tymczasowo Tony DiLeo.
W czerwcu 2013 został głównym trenerem Detroit Pistons. W trakcie sezonu 2013/14, 9 lutego 2014, Cheeks został zwolniony przez Pistons i zastąpiony przez Johna Loyera.
29 czerwca 2015 roku został asystentem trenera Oklahomy City Thunder.
14 listopada 2020 dołączył do sztabu szkoleniowego Chicago Bulls wraz z trenerem Billy Donovanem.

## Osiągnięcia

### Zawodnicze
- Mistrz NBA (1983)[5]
- 2-krotny wicemistrz NBA (1980, 1982)[5]
- 4-krotny uczestnik meczu gwiazd NBA (1983, 1986–88)[6]
- Wybrany do:
  - I składu defensywnego NBA (1983–86)[7]
  - II składu defensywnego NBA (1987)[7]
  - Koszykarskiej Galerii Sław im. Jamesa Naismitha (2018)[8]
- Klub Philadelphia 76ers zastrzegł należący do niego w numer 10[9]
- Lider play-off w średniej przechwytów (1979, 1981)[10]

### Trenerskie
- 2-krotny wicemistrz NBA jako asystent trenera (2001, 2012)[5]